# Casa Kilby
La Casa Kilby es una residencia histórica ubicada en el 1301 de Woodstock Avenue en Anniston, Alabama, Estados Unidos.

## Historia
La casa fue construida en 1914 en estilo neogeorgiano de dos pisos y medio con tejado a cuatro aguas. Se distingue por su masa simétrica y sus elaboradas molduras. El bloque central de cinco tramos, flanqueado por alas empotradas de tres tramos, está centrado por un pórtico con frontón curvado segmentado con dos columnas dóricas estriadas y una pilastra estriada a cada lado. Fue diseñada por el estudio de arquitectura Warren, Knight & Davis Inc., de Birmingham.
La casa fue habitada por Thomas E. Kilby, quien se desempeñó como vicegobernador de Alabama de 1914 a 1918 y como gobernador de 1919 a 1923, y arquitectónicamente es quizás la "mejor fachada de la arquitectura georgiana que queda en Anniston".
La casa fue incluida en el Registro Nacional de Lugares Históricos en 1985. También es un propiedad contribuidora perteneciente al Distrito histórico residencial de East Anniston.